# 세바스 멘데스
헤그손 세바스티안 "세바스" 멘데스 카라발리(스페인어: Jhegson Sebastián "Sebas" Méndez Carabalí, 1997년 4월 25일 ~ )는 에콰도르의 축구 선수로 현재 스페인 세군다 디비시온의 엘체에서 미드필더로 활약하고 있다.